# Kinyangiri
Kinyangiri ist ein ländlicher Verwaltungsbezirk (englisch Ward) des Distrikts Mkalama in der tansanischen Region Singida.

## Geografie
Kinyangiri ist ein Bezirk im nördlichen Zentralteil von Tansania etwa 40 Kilometer Luftlinie nördlich der Regionshauptstadt Singida. Das größte Gewässer ist der Ndurumo, ein Nebenfluss des Sibiti.
Das Klima in Kinyangiri ist tropisch. Im Jahresdurchschnitt fallen 778 Millimeter Regen, der Großteil davon in der Zeit von November bis April. Die Durchschnittstemperatur schwankt zwischen 20,3 Grad Celsius im Juli und 23,5 Grad im Oktober.
Bei der Volkszählung 2022 lebten 18.344 Menschen in 3621 Haushalten auf einer Fläche von 212 Quadratkilometern.
Der Bezirk grenzt im Westen an den Distrikt Iramba und sonst an sieben Bezirke des Distrikts Mkalama:
| Kinampanda | Msingi Nduguti                              | Ilunda              |
|            | Kompassrose, die auf Nachbargemeinden zeigt | Kinampundu Kikhonda |
| Maluga     | Tumuli                                      | Iguguno             |

## Gliederung
Der Bezirk besteht aus vier Gemeinden (swahili Mtaa) mit 25 Orten (Kitongoji):

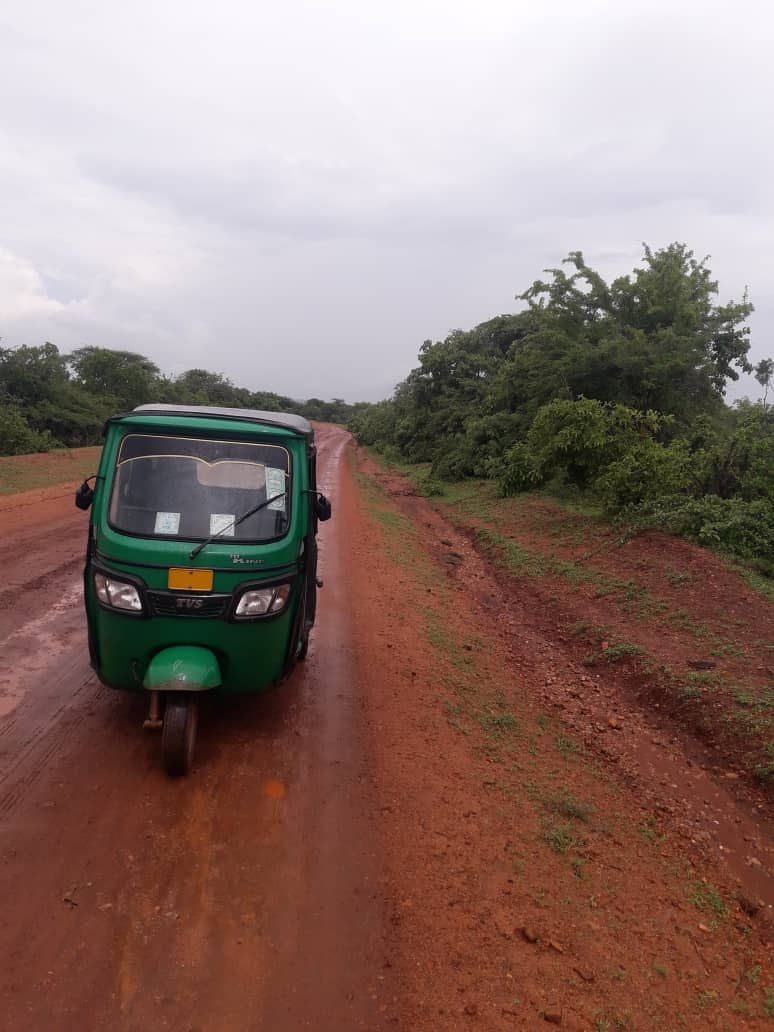
Regionalstraße in Kinyangiri

| Kinyangiri - Shule - Ikalanga - Kirumba - Itigi - Mwenge - Minene - Mnolo | Yulansoni - Mtundua - Yulansoni - Nkilamigunga - Msimbatua | Lyelembo - Lyelembo - Mhande - Mlumba A | Ishenga - Pyagula - Mapagalike - Ntulati - Masagalika - Majengo - Yondoa - Ntiga - Shali A - Shali B - Madukani - Ntwiga |

## Infrastruktur
- Bildung: Die Kinyangiri Secondary School ist eine staatliche weiterführende Schule, die als Tagesschule Jugendliche bis zur 4. Stufe ausbildet.[8]
- Gesundheit: In Kinyangiri befindet sich ein staatliches Gesundheitszentrum.[9] In der Gemeinde Yulansoni liegt eine private Apotheke,[10] in Lyelembo und Ishenga je eine staatliche Apotheke.[11][12]
- Straßen: Im Bezirk gibt es nur unbefestigte Regionalstraßen.[13]

## Felsmalereien
Im Bezirk gibt es zwei Fundstätten von Felsmalereien. Eine ist nahe dem Dorf Ishenga und zeigt Giraffen, die zweite befindet sich auf einem Inselberg im südlichen Teil des Ntwiga-Kamms. Diese besteht aus Elenantilopen, Giraffen, Elefanten, Pavianen und Löwen und Menschen mit Pfeilen.